# Markschwammniere
Die Markschwammniere (Synonym Schwammniere, Morbus Cacchi-Ricci; englisch Medullary sponge kidney, MSK) ist eine angeborene tubulointerstitielle meist beidseitige Nierenkrankheit. Dabei bestehen viele kleine Zysten im Nierenmark (Medulla renalis), die mit den Sammelrohren in Verbindung stehen. Es besteht oft eine vermehrte Calcium- und verminderte Säureausscheidung, was zu Steinleiden und Renal tubulärer Azidose führen kann.
Betroffene sollten Wasser trinken, um die Steinbildung (Lithogenese mit Nephrolithiasis und Urolithiasis) zu vermeiden.

## Pathogenese
Ursache dieser Erkrankung der Nierenkanälchen sind angeborene Veränderungen der Sammelrohre in den Markpyramiden und Papillen. Die Markschwammniere tritt in der Regel spontan und unvorhersagbar auf, weshalb man derzeit eher von einer Entwicklungskomplikation während der Schwangerschaft ausgeht. Außerdem wird die Möglichkeit eines autosomal-dominanten Erbgangs diskutiert, wobei die Erkrankung dann nur im Zusammenhang mit bisher unbekannten Umweltfaktoren auftritt. Die Nierenveränderungen können sowohl einseitig als auch beidseitig auftreten oder nur Teile der Niere betreffen.
In den terminalen Sammelrohren kommt es zu Erweiterungen nahe der Papillenspitze, aus denen sich im Verlauf verkalkte Zysten bilden können, die reichlich Calciumphosphat- und Calciumoxalatkonkremente enthalten. Die meisten Betroffenen weisen eine vermehrte Calciumausscheidung (Hyperkalzurie) und eine verminderte Säureausscheidung (renale Azidose) auf.
Die Nieren behalten zwar ihre normale Form, entwickeln aber ein schwammiges Aussehen und sind vergrößert. In der Niere entstehen Obstruktionen, welche sekundär das Parenchym verändern, in der Regel ohne zu einer Niereninsuffizienz zu führen. Bei beidseitiger Markschwammniere entwickeln jedoch circa 75 % aller Patienten eine Nierenfunktionsstörung.
Weil die Glomeruli nicht betroffen sind, kommt es kaum (oder „üblicherweise nur vorübergehend“) zu einem Rückgang der glomerulären Filtrationsrate und somit auch nicht zur Niereninsuffizienz und schon gar nicht zur Notwendigkeit einer Nierendialyse. Obwohl die Nierenkanälchen betroffen sind, kommt es nicht zur Polyurie. Nierensteinabgänge sind jedoch häufig.

## Epidemiologie
Die Häufigkeit beträgt etwa 1:10.000. Nach anderen Angaben liegt die Inzidenz zwischen 1:100.000 und 5:10.000 oder auch zwischen 0,005 und 0,02 Prozent (also zwischen 1:20.000 und 1:5.000). Beschrieben werden eine Androtropie von 2:1 und eine Beidseitigkeit (Bilateralität) in 70 oder 75 Prozent der Fälle. Klinisch üblich ist eine Einteilung in vier Schweregrade von 1 bis 4. Die seltener betroffenen Frauen leiden jedoch häufiger unter Harnwegsinfektionen und Nierensteinen als die häufiger betroffenen Männer. Zwischen 12 und 21 Prozent der Patienten und Patientinnen mit Nierensteinen haben Markschwammnieren. Klinisch manifestieren sich die Markschwammnieren meistens zwischen dem 30. und 50. Lebensjahr durch das oft wiederholte Auftreten von Nierensteinen.

## Geschichte
„Die Markschwammniere ist pathologisch-anatomisch schon“ seit 1908 bekannt. „Sie wurde 1939 von Lenarduzzi röntgenologisch beschrieben und 1949 [gemeint: 1948] von Cacchi und Ricci als solche bezeichnet.“ „Historisch wird auch gelegentlich bei Nachweis einer Hyperkalzurie ein Versuch mit Thiaziden empfohlen.“

## Klinik
Mehr als die Hälfte der Betroffenen bleiben zeitlebens asymptomatisch. Erste Symptome treten entweder in der Adoleszenz oder ab dem 5. Lebensjahrzehnt auf.
Häufige Symptome sind:
- Nierenkoliken infolge wiederkehrender Nierensteine
- Harnwegsinfektionen, die durch Verengungen (Obstruktionen) der ableitenden Harnwege begünstigt werden
- Pyurie[18] (Eiter im Urin)
- Hämaturie (Ausscheidung roter Blutkörperchen im Harn; insbesondere als Folge wiederkehrender Nierensteine)[19]
- chronische Nierenfunktionsstörung (bei einseitiger Markschwammniere sehr selten; aber auch bei bilateraler Markschwammniere selten)

Die Markschwammniere „kommt häufiger zusammen mit einem Ehlers-Danlos-Syndrom, einem Curtius-Syndrom und einem Beckwith-Wiedemann-Syndrom vor,“ selten auch mit einem Caroli-Syndrom.

## Diagnostik
Die Diagnostik erfolgt durch Ultraschall und gegebenenfalls durch Röntgenübersichtsaufnahmen des Bauches. Es zeigen sich vielfache (röntgendichte) Verkalkungen im Papillenbereich.
Bei der intravenösen Pyelographie füllen sich zuerst die Hohlräume in den Papillen und dann erst die Bereiche der Nierenkelche.
Früher erfolgte auch eine intravenöse Urographie (Infusionsurographie).

## Therapie
Die Therapie erfolgt in der Regel symptomatisch (wie ausreichende Flüssigkeitsaufnahme) und zielt insbesondere auf die Prävention von Nierensteinbildungen. Bei Hyperkalziurie werden Thiaziddiuretika zur Prophylaxe eingesetzt, auch um die Calciumausscheidung über die Nieren zu vermindern.
Dehydratationen müssen vermieden werden, da die verstärkte Harnkonzentration im Rahmen eines Flüssigkeitsmangels das Ausfallen von Calciumphosphat und Calciumoxalat begünstigt.

## Prognose
Die Lebenserwartung ist in der Regel nicht eingeschränkt. Die Prognose ist gut.

## Hinweis
Die Markschwammniere darf nicht mit einer Markschwamm-Niere verwechselt werden. Unter einem Markschwamm versteht man einen bösartigen  „Krebs, bei dem die Entwicklung der Krebszellen im Parenchym überwiegt. Ein Synonym ist das Carcinoma medullare“ (medulläres Karzinom zum Beispiel auch beim medullären Schilddrüsenkrebs oder beim medullären Mammakarzinom) als Gegenteil vom Carcinoma scirrhosum. Denn das „Nierenparenchym läßt zwei entwicklungsgeschichtlich und im histologischen Aufbau verschiedene Teile erkennen, die Marksubstanz und die Rindensubstanz,“ also Medulla renalis und Cortex renalis (andere Bezeichnungen: „Cortex renis et medulla renis“). 
Betroffen wäre beim Nierenmarkkrebs die Medulla renalis sive renis. Dieses medulläre Nierenzellkarzinom (auch medulläres Nierenkarzinom, Ductus-Bellini-Karzinom oder Sammelrohrkarzinom) ist das seltenste und aggressivste der Nierenzellkarzinome in der Klassifikation der fünf verschiedenen Subtypen der epithelialen Neoplasien in der Niere (siehe Hypernephrom). Markschwammnieren vergrößern nicht das Risiko für ein medulläres Nierenzellkarzinom.